# احمد حسین خضیر سامرائی
احمد حسین خضحیر سامرائی (انگلیسی: Ahmad Husayn Khudayir as-Samarrai؛ زادهٔ ۲ ژوئیه ۱۹۴۱) یک سیاست‌مدار اهل عراق است.